# Gloria (cantante 1961)
Gloria, pseudonimo di Gloria Bonaveri (Bologna, 20 aprile 1961), è una cantante italiana.

## Biografia
Inizia l'attività musicale nel 1981 dove lavora come cantante solista con alcune orchestre della provincia di Bologna e poi da solista con l'aiuto di basi preregistrate. Nel 1986 partecipa al Festivalbar in un duo musicale Dave e Gloria insieme a Davide Budriesi con il brano "Love Was New".
All'inizio degli anni novanta partecipa a tre trasmissioni televisive del Karaoke di Fiorello vincendole.
Nel 1994, interpretando Dune Mosse di Zucchero Fornaciari, si classificata prima nella categoria interpreti a Sanremo Giovani qualificandosi per il Festival di Sanremo.
Nel 1995 partecipa al Festival di Sanremo nella sezione Nuove Proposte con Le voci di dentro (G. Nuti, C. Valli e P. Recalcati), aggiudicandosi il Premio della Critica Mia Martini.
A maggio del 1996 esce il suo primo lavoro discografico (Gloria per la MCA) prodotto e arrangiato dal maestro Celso Valli. Nel 1996 le è stato assegnato a Bagnara Calabra il Premio Mia Martini grazie al brano C'è bisogno di cielo tratto dall'album d'esordio.
Dal 1999 insegna interpretazione presso la sua scuola di canto MusicArti a Bologna. Da ottobre 2004 a giugno 2006 ha collaborato con la scuola di Musica Modenese “LaboMusica” di Silvia Mezzanotte per la quale ha svolto numerosi seminari di interpretazione vocale.
Gloria è anche autrice di brani per l'infanzia insieme a Guido Mandreoli, scrive il testo della canzone Il maggiolino Cicciaboccia (Musica di Alessandro Margozzi) finalista al 49º Zecchino d'Oro. Il 21 marzo 2012 esce il singolo Vivere a metà (di Imperiale, Margozzi, Imperiale).

## Discografia

### Album
- 1996 - Gloria

### Singoli
- 1994 - Dune mosse
- 1995 - Le voci di dentro
- 2012 - Vivere a metà
- I gabbiani di Marshall
- La gioia e il dolore